# Complejo Ciclístico Ramón "Chaco" Pereyra
El Complejo Ciclístico Ramón "Chaco" Pereyra es un complejo deportivo de la ciudad argentina de Rosario.

## Nombre

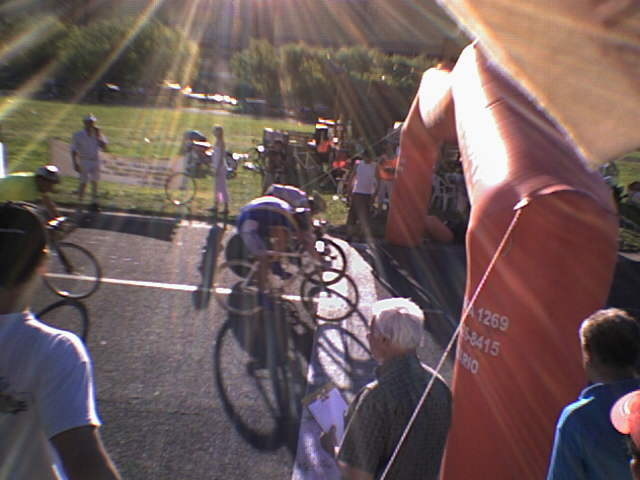

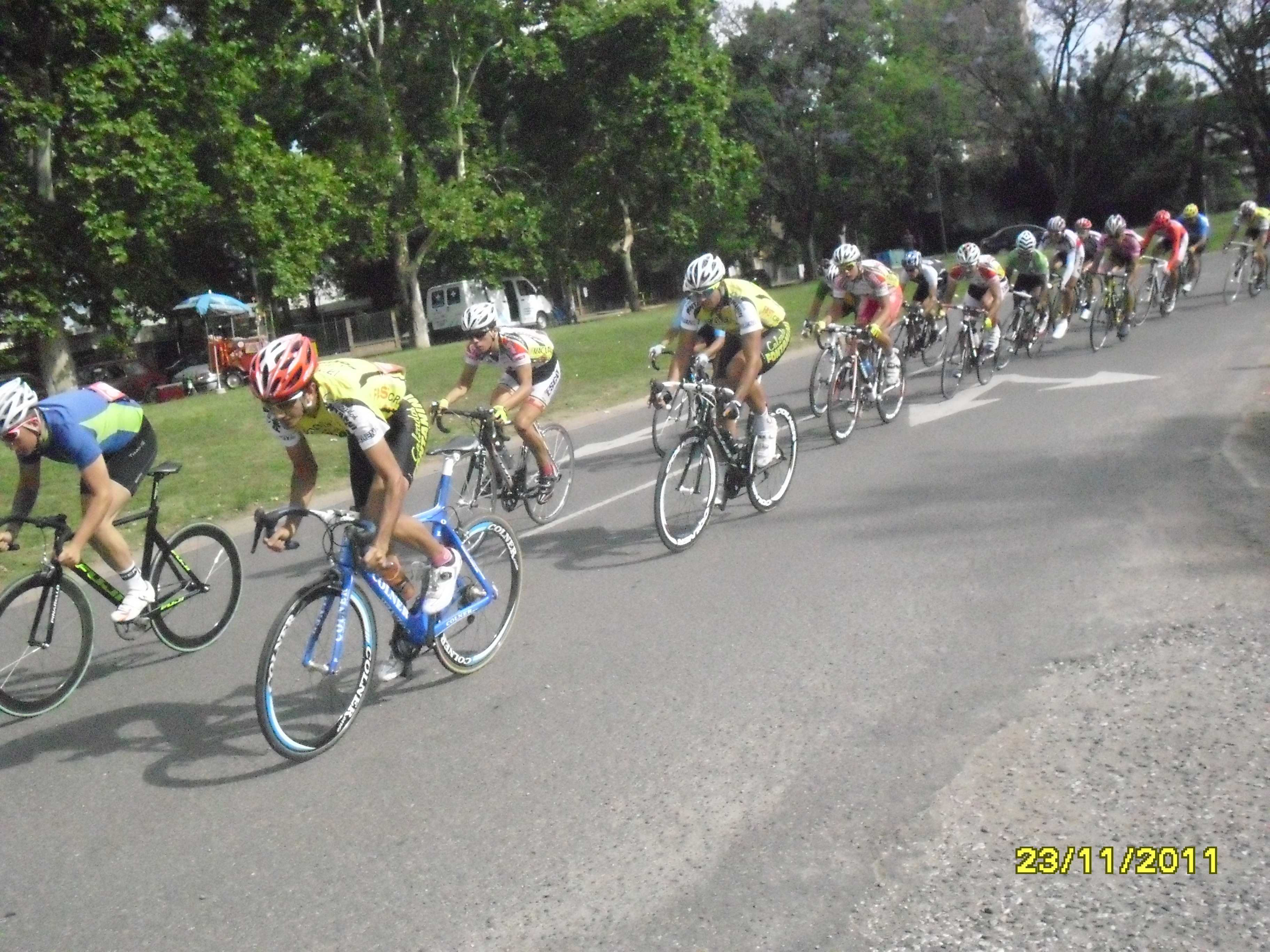

El complejo lleva el nombre del campeón argentino de ruta Ramón "Chaco" Pereyra, que falleció el 17 de enero de 2006, a la edad de 36 años, en un accidente en la autopista Rosario-Córdoba, en el km 23.

## Ubicación
El mismo se encuentra a orillas del Arroyo Ludueña, en el margen Oeste del Parque Alem de la ciudad de Rosario.

## Uso del predio
Conocido como "La Zapatilla", el complejo se usa como lugar de entrenamiento y competencia de ciclismo.
Es de uso parcial, ya que es compartido por la Dirección de Tránsito de Rosario para el aprendizaje para conductores.
Los días habilitados por la Municipalidad de Rosario para entrenar ciclismo son los martes y jueves. Fuera de esos días, no es permitido, salvo expresa autorización.